# Venduikerwants
De venduikerwants (Corixa dentipes) is een wants uit de familie van de Corixidae (Duikerwantsen). De soort werd het eerst wetenschappelijk beschreven door Thomson in 1869.

## Uiterlijk
De glanzend donkerbruine duikerwants is macropteer (langvleugelig) en kan 13 tot 15 mm lang worden. Het halsschild is glanzend bruin, de lengte is twee derde van de breedte en heeft veel lichte dwarslijntjes, vooraan nagenoeg regelmatig, achteraan meer onderbroken en vertakt. De voorvleugels zijn ook glanzend bruin met gelijkmatig verdeelde lichte zigzagvlekjes. De kop en pootjes zijn geel, de schenen van de middenpootjes zijn aan het begin enigszins uitgehold. De venduikerwants lijkt veel op de gewone duikerwants (Corixa punctata), die is echter iets lichter, heeft niet de uitgeholde schenen van de middenpootjes en de lengte van het halsschild is drie vierde van de breedte.

## Leefwijze
De soort kent een enkele generatie per jaar en doorstaat de winter als volgroeid dier. Het zijn goede zwemmers en kunnen ook goed vliegen. Ze houden van voedselarme zure vennen tot vennen met een relatief lage zuurgraad.

## Leefgebied
De duikerwants is in Nederland plaatselijk vrij algemeen in het binnenland en zeldzaam in het kustgebied. De soort komt verder voor in het gematigde deel van Europa,
van Scandinavië tot Frankrijk en tot Oost-Siberië.